# コノハチョウ

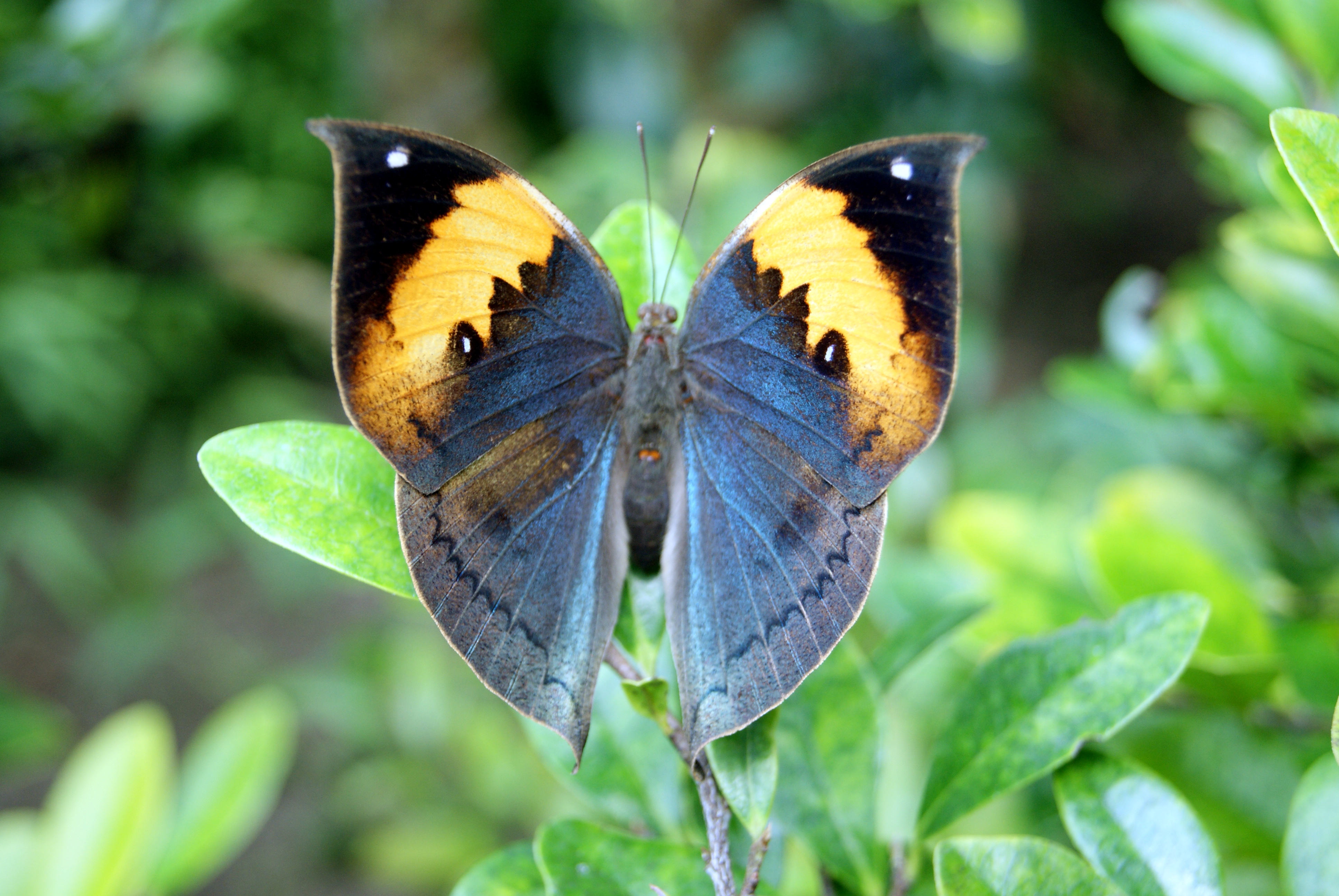
ぐんま昆虫の森・生態温室内にて

コノハチョウ（木の葉蝶・Kallima inachus）は、チョウ目（鱗翅目）・タテハチョウ科に分類されるチョウの一種。翅の裏面が枯葉のように見えることからこの名があり、隠蔽擬態をする代表的な昆虫の一つに挙げられる。沖縄県指定天然記念物（1969年）、準絶滅危惧（NT）（環境省レッドリスト）。

## 特徴
成虫の前翅長は45-50mm。翅の裏面は枯葉に非常によく似た模様を持つ。模様は個体変異が多く、1匹ずつ模様が異なると言ってもよい。さらに前翅の先端は広葉樹の葉先のように尖り、後翅の後端は葉柄のように細く突出する。一方、翅の表側は藍色で、前翅に太い橙色の帯が入り、裏側とは対照的な鮮やかな配色である。
翅の裏側が枯葉に似るため、擬態の典型例としてよく知られている昆虫である。

## 習性
暗い熱帯雨林内に生息する。成虫は1年のうちに数回発生を繰り返し、ほぼ年中見られる。この種を含め、タテハチョウ科はあまり花には訪れず、樹液や腐った果実、獣糞などにやって来て汁を吸う。
幼虫はキツネノマゴ科のオキナワスズムシソウ、コダチスズムシソウ、オギノツメなどを食草とする。

### 擬態への疑問
擬態ではないとする説もある。「もしも枯葉に似せた姿を擬態として用いるならば、枯葉を背景に羽根の裏を見せるか、枯れ枝に葉のような姿で止まるべきだと考えられるが、この蝶は葉の上で翅を広げるか、太い幹に頭を下に向けて止まるため、枯葉に似せる意味がないだろう」と云った議論があり、実際にこの擬態が発揮される状況は少ない、というのである。
はねを閉じると枯葉そっくりではあるが、樹液などに飛来した際は、はねを広げて表面を見せている。これでは捕食者である鳥の目をごまかすのは不可能に思われる。また鳥がその「枯葉」を食べ物だと認識してしまうと、それを記憶してしまう可能性があり「枯葉」だけでは安全とは考え難い。そこで本種の生存戦略として考えられるのが、「目くらまし」である。すなわち、本種を追う鳥の攻撃をタテハチョウ類の迅速かつ不規則な飛び方でかわし、暗い場所に入って枯葉模様を出して静止することで、鳥が発見することを困難にする一種の目くらましとしている、とする。さらに同一個体の鳥は攻撃に失敗した記憶によりコノハチョウを攻撃しなくなる。つまり、鮮やかな色彩の表側を見せるのは「狙っても無駄だ」と教えており、生存戦略上、目立つ表ばねを持つことこそ有利であると考えられる。

## 分布・種内分類
インド北部からヒマラヤ、インドシナ半島、中国、台湾、先島諸島から沖縄諸島、奄美群島の沖永良部島（人為的な放蝶と推定されている）と徳之島にかけて分布する。コノハチョウ属（Kallima 属）の中では最も広い分布域を持つ。分布域内でいくつかの亜種に分かれており、日本に分布するものは亜種 K. i. eucerca Fruhstorfer, 1898 とされる。
沖縄県内では天然記念物指定のため採集できない。

## 近縁種
コノハチョウ属（Kallima 属）はインド、東南アジア地域を中心に10種が知られる。
- K. albofasciata Moore, 1877 - アンダマン・ニコバル諸島
- K. alompra Moore, 1879 - インドシナ半島
- K. buxtoni Moore, 1879 - インドネシア
- K. horsfieldi Kollar, 1844 - インド、ヒマラヤ山脈南部
- コノハチョウ K. inachus (Boisduval, 1846) - インド、ヒマラヤ、インドシナ半島、中国、台湾、日本（北限は徳之島）
- K. limborgii Moore, 1879 - インドシナ半島
- K. knyvetti de Nicéville, 1886 - インドシナ半島北部
- K. paralekta (Horsfield, 1829) - インドネシア
- K. philarchus (Westwood, 1848) - インド
- K. spiridiva Grose-Smith, 1885 - インドネシア

## 類似種
また、属が異なるが以下の2種類も翅裏が枯れ葉状で、和名に「コノハ」とつく。これらは迷チョウとしてまれに記録される。
イワサキコノハ Doleschallia bisaltide (Cramer, 1777)
Doleschallia polibetaとする文献もある。前翅長35mmほどで、コノハチョウよりやや小型。翅の表側の地色は橙色をしており、前翅の先端が黒褐色、橙色の斑点が入る。インド、インドシナ半島、ニューギニア島、フィリピンなどに分布する。日本では南西諸島各地でフィリピン亜種 D. b. philippensis Fruhstorfer, 1912が記録される。和名の「イワサキ」は、石垣島の生物研究に功績を残した岩崎卓爾に因んだものである。
キオビコノハ Yoma sabina (Cramer, 1780)
前翅長40mmほど。コノハチョウよりはタテハモドキに近縁で、翅の縁は葉状にならず角ばる。前翅の表側の地色は褐色で、和名通り橙色の太い帯が翅の中央部を前後に貫く。インドシナ半島、インドネシア、ニューギニア、フィリピンなどに分布する。日本では先島諸島から沖縄諸島にかけて少数が記録される。